# Fiscalía General del Estado de Baja California
La Fiscalía General del Estado de Baja California es organismo público constitucional autónomo con personalidad jurídica y patrimonio propio, con autonomía técnica, presupuestal, y de gestión plena. Está encabezada por una persona designada como Fiscal General, sobre quien recae la rectoría y conducción de la institución del Ministerio Público en Baja California.

## Antecedentes
Con la formación del Estado de Baja California se creó la Procuraduría General de Justicia en la administración del Braulio Maldonado Sández, primer gobernador del estado. El 10 de junio de 1956 se publicó en el periódico oficial la Ley Orgánica del Ministerio Público, suprimiendo a los delegados de la Policía Judicial y convirtiéndolos en agentes del Ministerio Público, además de iniciar la construcción del Palacio de Justicia.

## Funciones
La Fiscalía General del Estado tendrá las competencias señaladas para la institución del Ministerio Público, así como en materia de Seguridad Pública, previstas en la Constitución Política de los Estados Unidos Mexicanos, en la Constitución Política del Estado Libre y Soberano de Baja California y en las demás leyes de la materia
Artículo 5.  Ley Orgánica de la Fiscalía General del Estado de Baja California

El marco jurídico sobre las funciones de la Procuraduría se encuentra principalmente en tres ordenamientos: la Constitución Política de Baja California, la Ley Orgánica de la Fiscalía General del Estado de Baja California y la Ley de Seguridad Pública del Estado de Baja California, entre otras leyes y códigos que rigen.

Corresponden a la Fiscalía General del Estado las siguientes funciones:
I. Investigar y perseguir los delitos;
II. Ejercer la acción penal;
III. Procurar la reparación del daño de las víctimas;
IV. Adoptar y, en su caso, promover la adopción de medidas de protección a testigos y
otros sujetos procesales;
V. Intervenir en el proceso de ejecución penal;
VI. Intervenir en las acciones de extradición activa y pasiva;
VII. Intervenir en las acciones de inconstitucionalidad o controversias constitucionales;
VIII. Ejercer sus funciones en materia de Seguridad Pública de conformidad con lo
dispuesto en la legislación federal y estatal correspondiente, y

IX. Las demás que señalen otras disposiciones aplicables
Artículo 6. Ley Orgánica de la Fiscalía General del Estado de Baja California.

## Titulares
| Nombre                                | Inicio                            | Fin                               | Gobernador/a del Estado                            | Presidente de la República |
| Procurador de Justicia del Estado     | Procurador de Justicia del Estado | Procurador de Justicia del Estado | Procurador de Justicia del Estado                  | Procurador de Justicia del Estado |
| ------------------------------------- | --------------------------------- | --------------------------------- | -------------------------------------------------- | --- |
| Arturo Monge Sánchez                  | 1963- ¿?                          | 1963- ¿?                          |                                                    | |
| Alejandro Rosas Romandía              | 1 de noviembre de1977             | 31 de octubre de 1983             | Roberto de la Madrid Romandía                      | José López Portillo (1 de diciembre de 1976 - 30 de noviembre de 1982) Miguel de la Madrid Hurtado (1 de diciembre de 1982 - 30 de noviembre de 1988)         |
| Eliseo Aguiñaga Espinoza              | 1 de marzo de1984                 | 21 de junio de1986                | Xicoténcatl Leyva Mortera                          | Miguel de la Madrid Hurtado (1 de diciembre de 1982 - 30 de noviembre de 1988)                                                                                |
| Ángel Saad Said                       | 6 de enero de 1989                | 31 de octubre de 1989             | Óscar Baylón Chacón                                | Carlos Salinas de Gortari (1 de diciembre de 1988 - 30 de noviembre de 1994)                                                                                  |
| Juan Francisco Franco Ríos            | 30 de octubre de 1991             | 20 de abril de 1994               | Ernesto Ruffo Appel                                | Carlos Salinas de Gortari (1 de diciembre de 1988 - 30 de noviembre de 1994)                                                                                  |
| Pedro Raúl Vidal Rosas                | 21 de abril de 1994               | 31 de octubre de 1995             | Ernesto Ruffo Appel                                | Carlos Salinas de Gortari (1 de diciembre de 1988 - 30 de noviembre de 1994) Ernesto Zedillo Ponce de León (1 de diciembre de 1994 - 30 de noviembre de 2000) |
| José Luis Anaya Bautista              | 1 de noviembre de 1995            | 2 de diciembre de 1997            | Héctor Terán Terán                                 | Ernesto Zedillo Ponce de León (1 de diciembre de 1994 - 30 de noviembre de 2000)                                                                              |
| Marco Antonio De La Fuente Villarreal | 3 de diciembre de 1997            | 14 de julio de 1999               | Héctor Terán Terán Alejandro González Alcocer      | Ernesto Zedillo Ponce de León (1 de diciembre de 1994 - 30 de noviembre de 2000)                                                                              |
| Juan Manuel Salazar Pimentel          | 14 de julio de 1999               | 31 de octubre de 2001             | Alejandro González Alcocer                         | Ernesto Zedillo Ponce de León (1 de diciembre de 1994 - 30 de noviembre de 2000) Vicente Fox Quesada (1 de diciembre de 2000 - 30 de noviembre de 2006)       |
| Antonio W. Martínez Luna              | 19 de noviembre de 2001           | 31 de octubre de 2007             | Eugenio Elorduy Walther                            | Vicente Fox Quesada (1 de diciembre de 2000 - 30 de noviembre de 2006) Felipe Calderón Hinojosa (1 de diciembre de 2006 - 30 de noviembre de 2012)            |
| Rommel Moreno Manjarréz               | 1 de noviembre de 2007            | 31 de octubre de 2013             | José Guadalupe Osuna Millán                        | Felipe Calderón Hinojosa (1 de diciembre de 2006 - 30 de noviembre de 2012) Enrique Peña Nieto (1 de diciembre de 2012 - 30 de noviembre de 2018)             |
| Perla del Socorro Ibarra Leyva        | 1 de noviembre de 2013            | 12 de julio de 2019               | Francisco Vega de Lamadrid                         | Enrique Peña Nieto (1 de diciembre de 2012 - 30 de noviembre de 2018) Andrés Manuel López Obrador (1 de diciembre de 2018 - )                                 |
| Cristian Colosio Lule                 | 12 de julio de 2019               | 31 de octubre de 2019             | Francisco Vega de Lamadrid                         | Andrés Manuel López Obrador (1 de diciembre de 2018 - ) |
| Fiscal General                        |                                   |                                   |                                                    | Andrés Manuel López Obrador (1 de diciembre de 2018 - ) |
| Juan Guillermo Ruiz Hernández         | 1 de noviembre de 2019            | 10 de diciembre de 2021           | Jaime Bonilla Valdez Marina del Pilar Ávila Olmeda | Andrés Manuel López Obrador (1 de diciembre de 2018 - ) |
| Ricardo Iván Carpio Sánchez           | 19 de enero de 2022               | 11 de agosto de 2023              | Marina del Pilar Ávila Olmeda                      | Andrés Manuel López Obrador (1 de diciembre de 2018 - ) |

## Denominaciones anteriores
- Procuraduría General de Justicia (1953 - 1978)
- Procuraduría General del Estado (1978 - 2001)
- Procuraduría General del Estado de Baja California (2001 - 2019)